# 天胡荽
天胡荽（学名：Hydrocotyle sibthorpioides）为繖形科天胡荽属下的一个种。原產於东南亞，現引進至美國。它的高度在0.5至2厘米之间，生长速度不快。

## 扩展阅读
- 維基物種上的相關：天胡荽

## 外部連結
- 積雪草苷 Asiaticoside（页面存档备份，存于） 中草藥化學圖像數據庫 (香港浸會大學中醫藥學院) （中文）（英文）